# Welby (Lincolnshire)
Welby – osada w Anglii, w hrabstwie Lincolnshire, w dystrykcie South Kesteven. Leży 34 km na południe od Lincoln i 161 km na północ od Londynu.